# 天主教基亞瓦里教區
天主教基亞瓦里教區（拉丁語：Dioecesis Clavarensis），是義大利一個天主教教區。屬熱那亞總教區。
教區位於熱那亞省東南部。2006年有教友141,600人，佔總人口99.7%。有140個堂區、司鐸171名。現任教區主教為阿爾伯托·塔納西尼。

## 歷史
教區成立於1892年12月3日，但自1583年起多當地教會試圖升格都不成功。聖母曾經在1557及1610年顯現。